# Huta Podgórna (województwo podkarpackie)
Huta Podgórna – wieś w Polsce położona w województwie podkarpackim, w powiecie niżańskim, w gminie Harasiuki.
| SIMC    | Nazwa    | Rodzaj    |
| ------- | -------- | --------- |
| 0793236 | Górki    | część wsi |
| 0793242 | Podwyrąb | część wsi |

W latach 1975–1998 miejscowość administracyjnie należała do województwa tarnobrzeskiego.
Wieś jest sołectwem w gminie Harasiuki. 
Wierni Kościoła rzymskokatolickiego należą do parafii Podwyższenia Krzyża Świętego w Hucie Krzeszowskiej.